# Małgorzata Pskit
Małgorzata Pskit (ur. 25 maja 1976 w Łodzi) – polska lekkoatletka, olimpijka.

## Życiorys
Jej koronnym dystansem był bieg na 400 metrów przez płotki. Startowała na nim w Igrzyskach Olimpijskich w Atenach w 2004 dochodząc do półfinału. W sztafecie 4 x 400 metrów zajęła wraz z koleżankami 5. miejsce.
Trzykrotnie uczestniczyła w mistrzostwach świata. W Edmonton (2001) odpadła w półfinale i zajęła 9. miejsce na 400 m ppł, a w sztafecie 4 x 400 m Polski z Pskit składzie zajęły 7. miejsce. W Paryżu (2003) odpadła w półfinale na 400 m ppł, a sztafeta 4 x 400 m z jej udziałem była piąta. W Helsinkach (2005) weszła do finału na 400 m ppł, w którym była ósma. W tym samym roku zajęła 6. miejsce w rankingu IAAF.
Była brązową medalistką Mistrzostw Europy w 2002 w sztafecie 4 x 400 m. Zajęła 6. miejsce na tych mistrzostwach w biegu na 400 m ppł. Dwukrotnie wystąpiła na halowych mistrzostwach świata (w Budapeszcie 2004 i Moskwie 2006), dwukrotnie zajmując 4. miejsce w sztafecie 4 x 400 m, za drugim razem bijąc rekord Polski, ustaniowony na Halowych Mistrzostwach Europy w 2005, gdzie Pskit, razem z koleżankami z reprezentacji zdobyły srebrne medale. 
Była mistrzynią Polski na 400 m przez płotki z 1998, 2001, 2004 i 2008, a także mistrzynią w hali na 400 m z 2000 i 2006 oraz na 800 m z 2001 r. 
Brązowa medalistka Mistrzostw Europy U23 na 400m ppł – Finlandia 1997.
Srebrna medalistka w biegu na 400 m ppł Uniwersjady – Pekin 2001.
Rekordzistka Polski na 600m do lat 15, z wynikiem 1:31,50.
Rekordy życiowe:
- Bieg na 200 metrów – 24,86
- Bieg na 400 metrów – 53,10
- Bieg na 800 metrów – 2:04,88 (w hali 2:02,65)
- Bieg na 400 metrów przez płotki – 54,75

Zawodniczka m.in. Startu Łódź, Skry Warszawa, Warszawianki, AZS-AWF Wrocław i LŁKS Łomża.